# لنجلي كيركود
لنجلي كيركود (بالإنجليزية: Langley Kirkwood)‏ هو ممثل جنوب أفريقي وبريطاني، ولد في 14 أبريل 1973 في المملكة المتحدة.

## أعمال

### أفلام
- (2009) الذي لا يقهر[4]
- (2014) الانتقام[5]

## وصلات خارجية
- لنجلي كيركود على موقع IMDb (الإنجليزية)
- لنجلي كيركود على موقع ألو سيني (الفرنسية)
- لنجلي كيركود على موقع أول موفي (الإنجليزية)
- لنجلي كيركود على موقع قاعدة بيانات الأفلام السويدية (السويدية)
- لنجلي كيركود على موقع قاعدة بيانات الفيلم (الإنجليزية)
- لنجلي كيركود على موقع كينوبويسك (الروسية)